# Abdul Salem Jamshid
Abdul Salem Jamshid, född 1981, är en afghansk fotbollsspelare (målvakt) som har spelat 5 matcher för Afghanistans herrlandslag i fotboll.